# Campo da Mata
O Campo da Mata é um estádio de futebol localizado nas Caldas da Rainha e possui uma capacidade para 9 600 espectadores. Este recinto inaugurado em 1934, tem o futebol como desporto rei, sendo o Caldas Sport Clube o seu principal ocupante.
O estádio está equipado com um campo de relvado natural. Possui arquibancada principal, arquibancada para visitantes e ainda as de canto. Apesar do formato oval das bancadas, este não possui pista de atletismo.

## Características
O estádio foi construído para prática desportiva da cidade de Caldas da Rainha. 

#### Uso do estádio
O estádio recebe todos os jogos do Caldas SC, sendo utilizado apenas pela equipa sénior.
O estádio já recebeu muitas equipas, incluindo Benfica, Sporting e FC Porto, isto porque no final da década de 1950 o clube conseguiu a façanha de chegar à primeira divisão do futebol, tendo participado de 4 edições.

#### Planeamento urbano
O estádio serviu de modelo para os antigos estádios portugueses, como o estádio nacional, pela sua integração na cidade e na natureza envolvente.

#### Acesso ao estádio
Para acessar o estádio existem diferentes rotas. O estádio fica na zona sudeste da cidade de Caldas da Rainha, na Rua M.ª Ernestina Martins Pereira. Perto do estádio fica a N360 que serve de circular à volta da cidade.
Vindo de norte pela autoestrada A8, tome a saída de Tornada, continuando depois pela N8 que permite chegar à cidade em direção norte e também atravessar a circular.
A oeste e a leste não existem grandes vias que liguem Caldas, no entanto a sul conduz a autoestrada A8 e também a autoestrada A15 que conduz à vila de Santarém. Assim, a partir da saída Gaeiras/Caldas da Rainha Sul pode chegar às Caldas da Rainha pelo sul, percorrendo ainda um pequeno caminho para chegar à N115, que liga à autoestrada A15 pelo sul.